# Ross Lynch
Ross Shor Lynch (Littleton, 29 de dezembro de 1995) é um cantor, compositor, ator, dançarino e instrumentista norte-americano. É mais conhecido por interpretar Austin Moon na série Austin & Ally, Brady nos filmes Teen Beach Movie e Teen Beach 2 e Harvey Kinkle na série Chilling Adventures of Sabrina da Netflix.

## Biografia
Ross Shor Lynch nasceu no dia 29 de dezembro de 1995 e foi criado em Littleton, Colorado. É o quarto mais jovem dos cinco irmãos (Riker Lynch, Rydel Lynch, Rocky Lynch e Ryland Lynch). Foi educado em casa a partir dos quatro anos, onde aprendeu a tocar violão (com seu irmão Rocky Lynch) e a cantar. Ele é primo de Derek e Julianne Hough.
Ross e sua família mudaram-se para Los Angeles, Califórnia, em 2007, para que o seu irmão mais velho, Riker, pudesse ir atrás de seus sonhos no negócio do entretenimento. Em 2009, Ross formou uma banda com os seus irmãos e um amigo da família e - conhecido em LA, em uma companhia de dança local - Ellington Ratliff chamada R5. Ross Lynch também estava na banda antes de se juntar a Austin & Ally, com seus quatro irmãos e permanece nela. Riker Lynch, um de seus irmãos, tem um papel menor na série de sucesso Glee como Jeff, um dos Warblers Dalton Academy. Além de ter lançado o novo sucesso "Let's Not Be Alone Tonight" na R5 pela Hollywood Records.

## Carreira artística
Ross foi lançado no início de 2011 na carreira televisiva para interpretar um dos personagens principais da série original do Disney Channel, Austin & Ally, onde estrela como Austin Moon,  um cantor adolescente que torna-se uma estrela mundial do dia para a noite depois de um vídeo musical postado na internet. Ao lado de Laura Marano, Raini Rodriguez,  e Calum Worthy se iniciava uma das famosas séries do Disney Channel.
A série estreou em dezembro de 2011, renovou  para uma segunda temporada em março de 2012 e novamente para uma terceira em 08 de junho de 2013. No início de 2013, Lynch foi escalado para protagonizar um dos filmes originais do Disney Channel, intitulado Teen Beach Movie, ao lado de Maia Mitchell, como Brady, em 2015 foi lançado a segunda parte do filme, titulado como Teen Beach 2, mas antes teve pequenas participações em um clip de Miley Cyrus e em um filme A Day as Holly's Kids e em Grapple!.
Ross conseguiu a façanha de vencer o prêmio de "Ator de TV Favorito - Programa Infantil" por 4 anos consecutivos, nos 4 anos de Austin & Ally, por seu papel como Austin Moon.
Em março de 2018, foi confirmado que Ross entraria para o elenco da série de televisão da Netflix, Chilling Adventures of Sabrina, interpretando o personagem Harvey Kinkle.

## Carreira musical
Ross é um dos vocalistas da banda formada pelos seus três irmão mais velhos e um amigo da família, ele também toca piano, teclado, bateria, guitarra, baixo e violão. Ele dançou para a tripulação Fúria Boyz, um grupo fundado por uma companhia de dança no sul da Califórnia. Em 2009, apareceu no Kidz Bop pelo vídeo da música Let It Rock. Em 2010, a R5 lançou um EP intitulado "Ready Set Rock", no qual continha canções escritas principalmente pelos seus irmãos Riker e Rocky junto com sua irmã Rydel. Em abril de 2012, a R5 anunciou através do site da banda, que tinha assinado um contrato com a gravadora Hollywood Records. No dia 24 de setembro de 2013 a banda lançou seu primeiro álbum intitulado de Louder.

Ross também fez a trilha sonora de Teen Beach Movie, Teen Beach 2 e da série Austin & Ally, denominada Austin & Ally e a sequência da trilha sonora para segunda temporada do show, denominada Austin & Ally: Turn it Up desta vez com a voz de Laura Marano e canções cantadas na série. As duas trilhas sonoras já foram lançadas no Brasil.

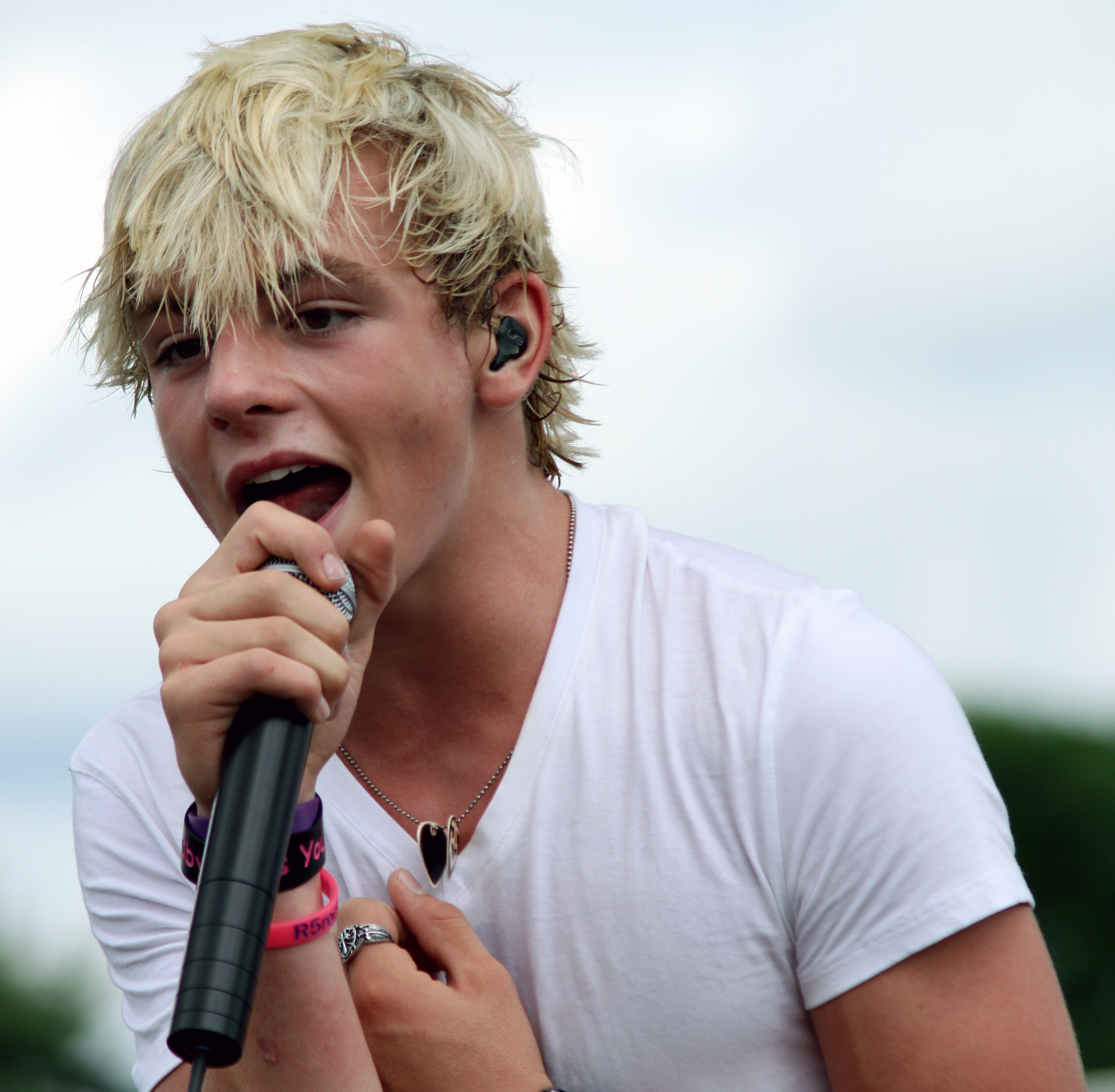
Ross Lynch em show.

## Filmografia
| Ano  | Título                | Papel                            | Notas          |
| ---- | --------------------- | -------------------------------- | -------------- |
| 2010 | Grapple!              | Aaron (criança)                  | Curta-metragem |
| 2011 | A Day as Holly's Kids | Holly's Actual Kid 1             | Curta-metragem |
| 2013 | Teen Beach Movie      | Brady                            | Filme de TV    |
| 2014 | Muppets Most Wanted   | Young Florist / Nerd Teenage Kid |                |
| 2015 | Teen Beach 2          | Brady                            | Filme de TV    |
| 2017 | My Friend Dahmer      | Jeffrey Dahmer                   |                |
| 2018 | Status Update         | Kyle Moore                       |                |

| Ano       | Título                         | Papel                            | Notas |
| --------- | ------------------------------ | -------------------------------- | --- |
| 2009      | Moises Rules!                  | Ross "The Boss"                  | "Mad B-Ball shootout" (Temporada 1, episódio 1)                                                                                         |
| 2011–2015 | Austin & Ally                  | Austin Moon                      | Papel principal |
| 2012      | Jessie                         | Austin Moon                      | "Austin & Jessie & Ally All Star New Year" (Temporada 2, Episódio 6)                                                                    |
| 2013      | Ultimate Spider-Man            | Jack Russell / Werewolf by Night | "The Howling Commandos" (Temporada 2, Episódio 26)                                                                                      |
| 2015      | Violetta                       | Ele Mesmo                        | Junto com sua banda, R5; "Una Visita, Una canción" (Temporada 3, Episódio 69) "Una Explicación, Una Canción" (Temporada 3, Episódio 70) |
| 2018–2020 | Chilling Adventures of Sabrina | Harvey Kinkle                    | Elenco Principal |

## Discografia

### Bandas sonoras
| Austin & Ally                                                                      | - Lançamento: 11 de setembro de 2012 - Formato(s): CD, download digital - Gravadora: Walt Disney  | 27 | 1 | —   | —  | —  | —  | —  | —  | —  |
| Teen Beach Movie                                                                   | - Lançamento: 16 de julho de 2013 - Formato(s): CD, download digital - Gravadora: Walt Disney     | 3  | 1 | 176 | 14 | 76 | 56 | 30 | 15 | 36 |
| Austin & Ally: Turn It Up                                                          | - Lançamento: 17 de dezembro de 2013 - Formato(s): CD, download digitald - Gravadora: Walt Disney | 89 | 6 | —   | —  | —  | —  | —  | —  | —  |
| "—" denota itens que não entraram nas tabelas ou não foram lançados no território. |                                                                                                   |    |   |     |    |    |    |    |    |    |

### Singles
| Canção                  | Ano  | Álbum          |
| ----------------------- | ---- | -------------- |
| "Heard It on the Radio" | 2012 | Austin & Ally  |
| "Can You Feel It"       | 2013 | Não disponível |

### Singles promocionais
| Canção                                | Ano  | Álbum                     |
| ------------------------------------- | ---- | ------------------------- |
| "A Billion Hits"                      | 2012 | Austin & Ally             |
| "I Love Christmas" (com Laura Marano) | 2013 | Disney Holidays Unwrapped |

### Outras canções que entraram nas tabelas
| "Christmas Soul"                                                                   | 2012 | —   | 6  | —  | —   | Disney Channel Holiday Playlist |
| "Christmas Is Coming"                                                              | 2012 | —   | 14 | —  | —   | Disney Channel Holiday Playlist |
| "Cruisin' for a Bruisin'" (com Grace Phipps e Jason Evigan)                        | 2013 | 82  | —  | 90 | 117 | Teen Beach Movie                |
| "Like Me" (com Maia Mitchell, Grace Phipps e Spencer Lee)                          | 2013 | 101 | —  | —  | 177 | Teen Beach Movie                |
| "Can't Stop Singing" (com Maia Mitchell)                                           | 2013 | —   | —  | —  | 200 | Teen Beach Movie                |
| "—" denota itens que não entraram nas tabelas ou não foram lançados no território. |      |     |    |    |     |                                 |

### Outras aparições
| Canção                     | Ano  | Artista(s)     | Álbum                             |
| -------------------------- | ---- | -------------- | --------------------------------- |
| "Christmas Soul"           | 2012 | Não disponível | Disney Channel Holiday Playlist   |
| "Christmas Is Coming"      | 2012 | R5             | Disney Channel Holiday Playlist   |
| "Can't Do It Without You"  | 2012 | Não disponível | Make Your Mark: Ultimate Playlist |
| "I Love Christmas"         | 2013 | Laura Marano   | Disney Holidays Unwrapped         |
| "Timeless"                 | 2014 | Não disponível | Disney Channel Play It Loud       |
| "I Got That Rock and Roll" | 2014 | Não disponível | Disney Channel Play It Loud       |
| "You Can Come to Me"       | 2014 | Laura Marano   | Disney Channel Play It Loud       |

### Vídeos de música
| Título                  | Ano  | Diretor        | Notas |
| ----------------------- | ---- | -------------- | ----- |
| "Little Miss Swagger"   | 2009 | Não disponível |       |
| "[Ordinary Girl"        | 2010 | Shane Drake    | —     |
| "Double Take"           | 2012 | Não disponível |       |
| "Better Together"       | 2012 | Não disponível |       |
| "Heard It on the Radio" | 2012 | Matt Stawski   |       |

## Prêmios e indicações
| Ano  | Prêmio                    | Categoria                               | Trabalho indicado       | Resultado | Ref.                       |
| ---- | ------------------------- | --------------------------------------- | ----------------------- | --------- | -------------------------- |
| 2013 | Kids' Choice Awards       | Ator de TV favorito                     | Austin & Ally           | Venceu    |                            |
| 2013 | Radio Disney Music Awards | Take de Celebridade Mais Engraçado      | Ele Mesmo               | Indicado  | [ 20 ]                     |
| 2013 | Radio Disney Music Awards | Melhor vídeo de música                  | "Heard It On The Radio" | Venceu    |                            |
| 2014 | Kids' Choice Awards       | Ator de TV favorito                     | Austin & Ally           | Venceu    |                            |
| 2014 | Teen Choice Awards        | Choice TV Actor: Comedy                 | Austin & Ally           | Venceu    |                            |
| 2015 | Kids' Choice Awards       | Ator de TV favorito                     | Ele Mesmo               | Venceu    |                            |
| 2015 | Kids' Choice Awards       | Programa de TV Favorito - Infantil      | Austin & Ally           | Venceu    |                            |
| 2016 | Kids' Choice Awards       | Programa de TV Favorito - Infantil      | Austin & Ally           | Indicado  | [ 21 ] [ 22 ] [ 23 ] [ 2 ] |
| 2016 | Kids' Choice Awards       | Ator de TV Favorito - Programa Infantil | Austin & Ally           | Venceu    | [ 21 ] [ 22 ] [ 23 ] [ 2 ] |